# Волфганг Тилманс
Волфганг Тилманс (* 16. август 1968. Ремшајд) је нeмачки фотограф и уметник који живи и ради наизменично у Берлину и у Лондону. Године 2000. је био први уметник који није из Енглеске а добио је Турнегову награду. Године 2009. је у Манхајму добио Награду за културу немачког фотографског друштва.
За фотографију почиње да се интересује током студија на школи. Његови снимци младих људи и портрети су се појавили у часописима 1988. године.
Од 1990. године студира на Колеџу за уметност и дизајн у јужној Енглеској. После завршетка школе се прво сели у Лондон а 1994. у Њујорк где се упознао са немачким уметником Јоханом Клајном. С њим се одселио у Лондон и живели су заједно до 1997. године када је Клајн умро од сиде.

## Публикације
Монографије, каталози, уметничке књиге избор:
- 1995 Wolfgang Tillmans: Kunsthalle Zürich, wiederveröffentlicht 2002
- 1995 Wolfgang Tillmans: Taschen, Köln, wiederveröffentlicht 2002
- 1996 Wolfgang Tillmans: Wer Liebe wagt lebt morgen, Kunstmuseum Wolfsburg
- 1997 Wolfgang Tillmans: Concorde, Verlag der Buchhandlung Walther König, Köln
- 1999 Wolfgang Tillmans: Soldiers – The Nineties, Verlag der Buchhandlung Walther König, Köln
- 1999 Wolfgang Tillmans: „Totale Sonnenfinsternis“, Galerie Daniel Buchholz, Köln
- 1999 Wolfgang Tillmans: „Wako Book 1999“, Wako Works of Art, Tokio
- 2001 Wolfgang Tillmans: Aufsicht/View from Above“, Hatje Cantz, Ostfildern
- 2002 Wolfgang Tillmans: J. Verwoert/P. Halley/M. Matsui (Ed.): „Wolfgang Tillmans“, Phaidon Press, London, New York
- 2003 Wolfgang Tillmans: If one thing matters, everything matters, Tate, London
- 2005 Wolfgang Tillmans: Truth Study Center, Taschen, Köln
- 2006 Wolfgang Tillmans: „Freedom from the Known“, P.S. 1, Steidl, New York
- 2006 Wolfgang Tillmans: MCA Chicago / Hammer Museum LA (Ed.), Yale Un8iversity Press, New Haven / London
- 2007 Wolfgang Tillmans: Manual, Verlag der Buchhandlung Walther König, Köln
- 2007 Wolfgang Tillmans: Hans Ulrich Obrist: „The Conversation Series Vol. 6 – Wolfgang Tillmans“, Verlag der Buchhandlung Walther König, Köln
- 2008 Wolfgang Tillmans: Lighter, Hamburger Bahnhof, Museum für Gegenwart, Hatje Cantz, Ostfildern
- 2008 Wolfgang Tillmans: „Wako Book 4“, Wako Works of Art, Tokyo